# Láska lidu
Láska lidu (nebo Láska národů, v italském originále L'amor dei popoli) je příležitostná scénická kantáta (cantico) o jednom jednání českého skladatele Františka Josefa (Benedikta) Dusíka na libreto Francesca Pezziho. Vznikla na oslavu jmenin a narozenin italského krále Napoleona. Její premiéru uvedlo 15. srpna 1808 divadlo Teatro Nuovo (zvané též Teatro Morelli) v Novaře.

## Vznik a charakteristika

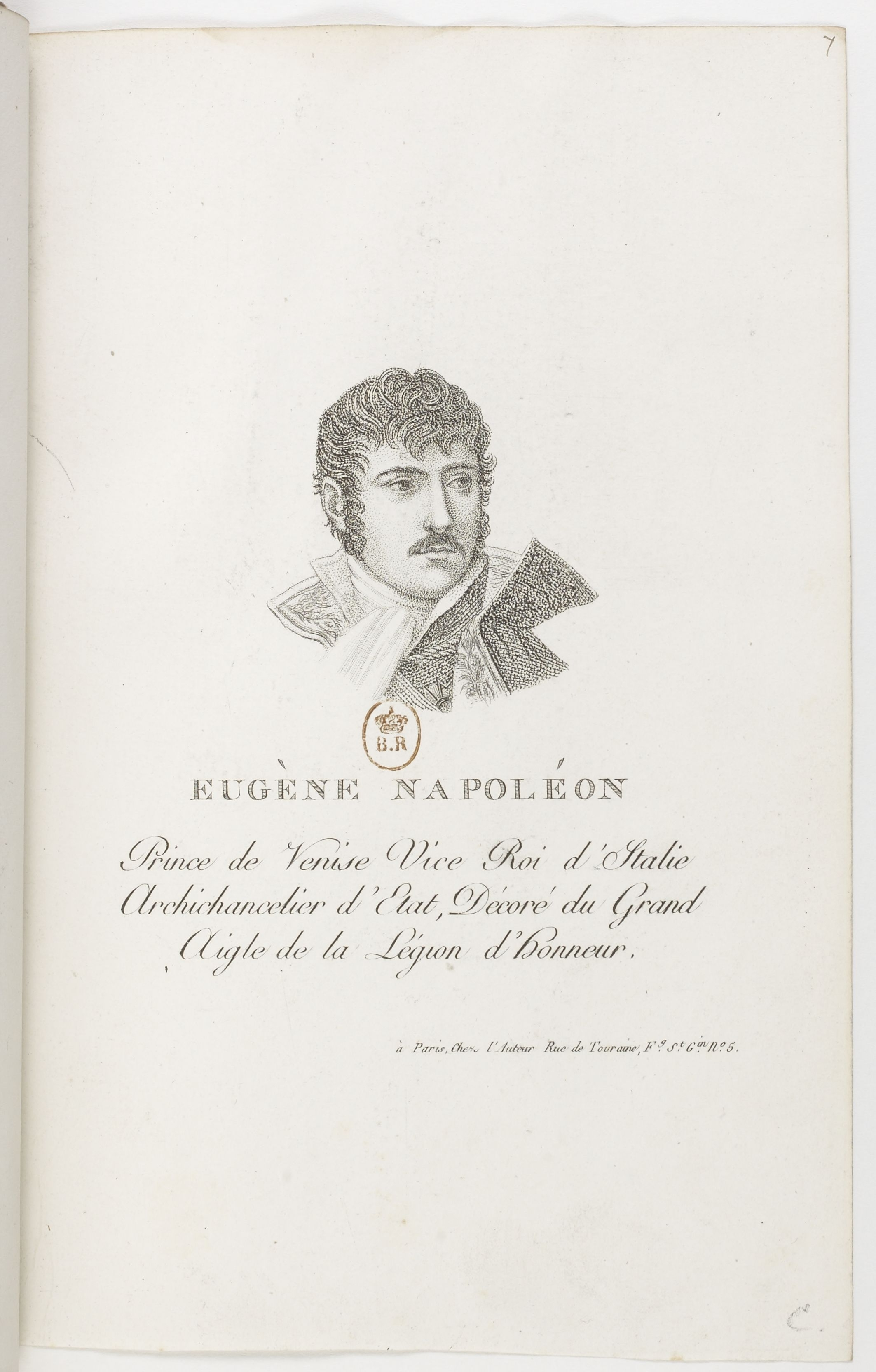
Italský místokrál Evžen de Beauharnais, kterému byla kantáta Láska lidu věnována. Rytina Constance Mayerové z roku 1810

Skladatel František Josef Dusík po pobytu v Lublani (1790–1800) opustil toto město a svou rodinu a v následující době Napoleonských válek pobýval na různých místech v severní Itálii, kde působil jako vojenský kapelník u různých vojsk a současně komponoval pro italská divadla opery, vesměs v žánru opera buffa. V polovině prvního desetiletí 19. století žil v Lombardii, jak dokládají místa premiér jeho oper z této doby (především Milán, ale též Brescia, Bergamo, Cremona). Ve stejné době skládal zřejmě i příležitostné skladby na veřejnou objednávku, přičemž doklady se dochovaly o scénické kantátě Láska lidu. Tu objednal Alvise Mocenigo (1760–1815), podnikatel a příslušník jednoho z nejvýznamnějších benátských šlechtických rodů, který jako jeden z významných podporovatelů Napoleona Bonaparta v Itálii zastával významné úřady ve správě Italského království, nejprve od roku 1806 jako prefekt departamentu Agogna a od roku 1809 jako člen italského Senátu.
Kantáta, oslavující Napoleonovy narozeniny a jmeniny (15. srpna) a nesoucí Mocenigovo věnování Napoleonovu adoptivnímu synovi a italskému místokráli Evženovi de Beauharnais, byla uvedena v městském divadle v Novaře, hlavním městě departementu Agogna. Text k ní napsal novinář a příležitostný dramatik Francesco Pezzi (1780–1831), který rovněž pocházel z Benátek, po pobytu v Paříži nejpozději od roku 1808 působil v Miláně v deníku Corriere milanese, úředním deníku napoleonské správy, a po jeho zániku od roku 1816 až do své smrti redigoval významný deník Gazzetta di Milano. Na slovech k Lásce lidu zaujme silný pacifistický nádech: Napoleonova vojenská vítězství jsou stěží zmíněna, zato je prorokována mírová budoucnost a společenský a kulturní rozkvět.
Novarskému uvedení Lásky lidu jen o několik dní, totiž 8. srpna, předcházelo v témže divadle uvedení nejnovější Dusíkovy opery buffy Smrtelná rána zhojená manželstvím, jež měla premiéru v Cremoně v karnevalové sezóně roku 1807. O uvedení Dusíkovy kantáty informoval 27. srpna 1808 benátský list Il nuovo postiglione s poznámkou, že autor hudby je „vynikajícím žákem Haydnovým“. Jinak o ohlasu a případných dalších osudech kantáty nejsou zprávy a hudba k ní se nedochovala.

## Postavy

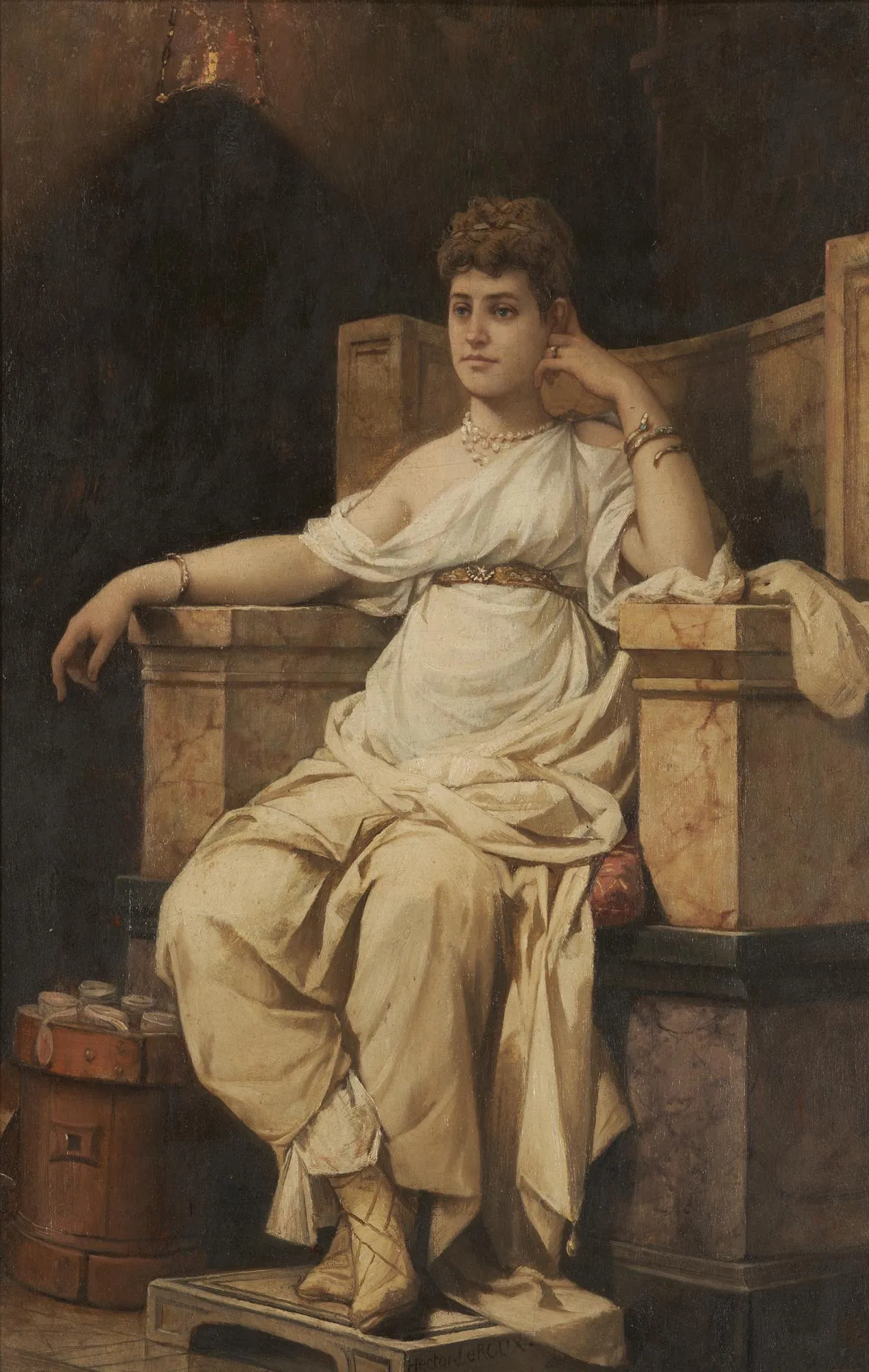
Věštkyně Sibyla Kumská, obraz Louise-Hectora Lerouxe z doby kolem roku 1900

- Láska lidu (L'amor dei popoli)
- Kumská Sibyla (La Sibilla Cumana)
- Tři hlavní epičtí básníci:
  - Homér (Omero)
  - Vergilius (Virgilio)
  - Tasso
- Sbor lidu[2]

## Děj kantáty

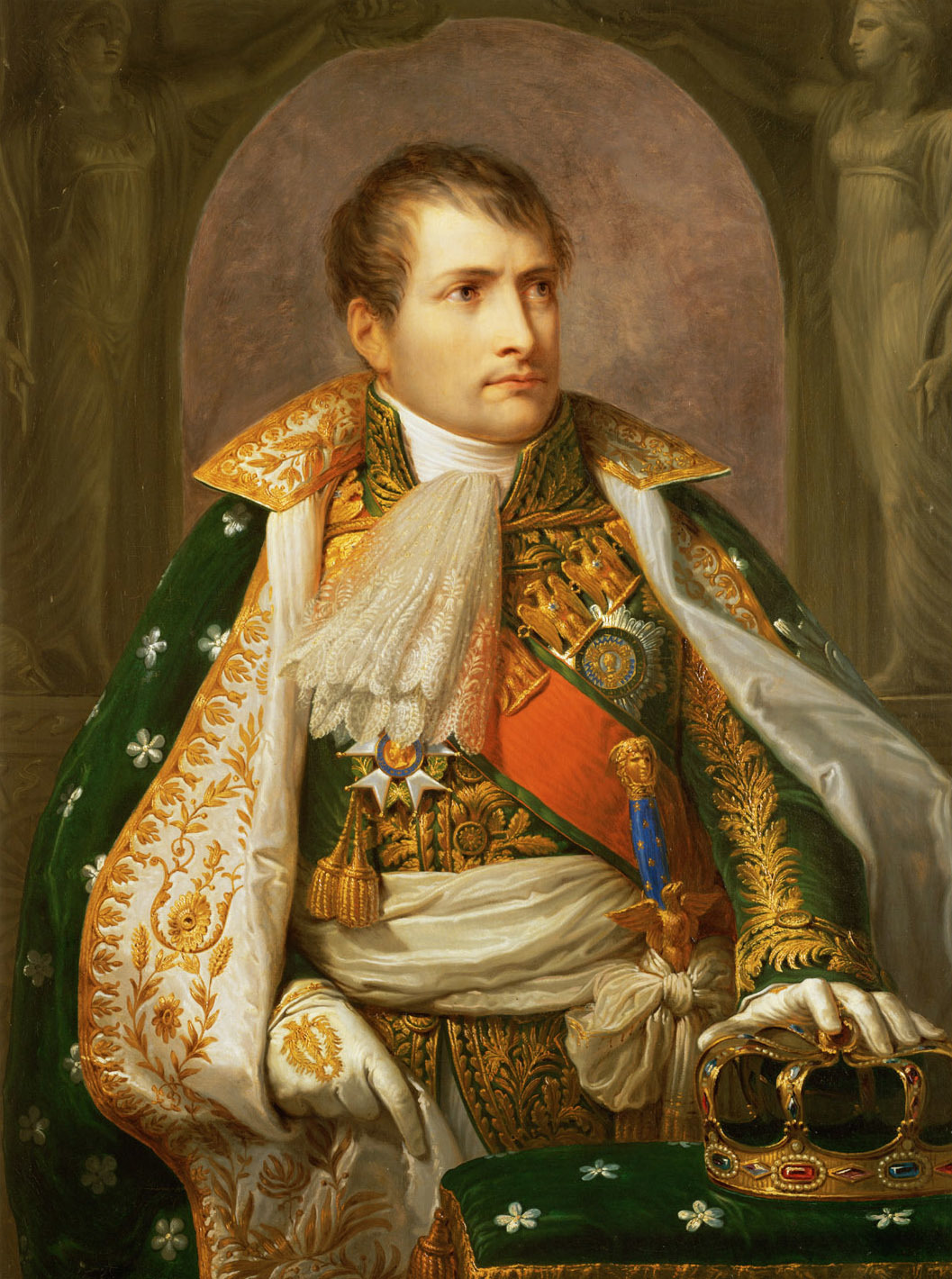
Napoleon Bonaparte jako první král italský, portrét od Andrey Appianiho z roku 1805 nebo pozdější

(Temeno pahorku s chrámem zasvěceným Napoleonově nesmrtelnosti) K chrámu se s vavřínovými a olivovými ratolestmi blíží z jedné strany alegorie Lásky lidu, provázená lidem samotným, a z druhé strany věštkyně Sibyla Kumská v doprovodu tří epických básníků: Homéra, Vergilia a Tassa. Básníci vyzývají přírodu, aby se zaskvěla, a múzy, aby hudbou oslavovaly velké jméno Pána světa (Oh a chi vien dall'Eliso pacifico). Sibyla hovoří o velkých básnících minulých věků a ptá se Italů, kde je nový Homér, aby oslavil největšího z vladařů a hrdinů.
Láska lidu přirovnává Napoleona k Jupiterovi a ptá se jasnovidky Sibyly, jaké nové triumfy pro něj budoucnost chystá. Sibyla zdůrazňuje ne nová vítězství, ale novou vědu a nové zákony a věří, že k válečným vavřínům nyní přibudou olivové ratolesti míru: nechť se lid a Itálie radují (Gioite, o Popoli). 
Láska lidu tvrdí, že Napoleonův je celý svět a že žádný z antických bohů se mu nemůže rovnat (Se finor ne' proprii figli). Ptá se, co může oddaný lid císaři nabídnout jako výraz úcty a lásky. Sibyla odvětí, že nejkrásnějším darem císaři je spokojnost a prosperita jeho lidu a že Napoleon mu bude vždy naslouchat a dbát jeho zájmů (Umile il ruscelletto). Láska lidu zdobí oltář věnci a všichni povolávají Napoleonovi nehynoucí slávu (Viva il grande, e la fama immortale … Napoleon risuoni).